# Riu de la Color
El riu de la Color, també dit de la Calor, és un riu de l'Alt Urgell. El nom del riu té dos orígens, per una banda pren el nom d'una antiga vila documentada abans de l'any 1000, la vila Nacolone; i per d'altra banda pel fet que el riu sol ser de color vermell, ja que neix en una zona de terra vermella.
El riu de la Color desemboca al riu Segre per la dreta, exactament a la Seu d'Urgell després del pont de la Palanca.